# Staunton on Arrow
Staunton on Arrow est une paroisse civile et un village du Herefordshire, en Angleterre.